# Nederlandse Antillen op de Olympische Zomerspelen 1992
De Nederlandse Antillen nam deel aan de Olympische Zomerspelen 1992 in Barcelona, Spanje. Het was de negende deelname aan de Zomerspelen.
De vier debuterende olympiërs, drie mannen en één vrouw, namen deel in de atletiek, schietsport en het zeilen.

## Deelnemers & Resultaten
(m) = mannen, (v) = vrouwen 
| Sport       | Olympiër (deelname)      | Discipline      | Resultaat | Prestatie |
| ----------- | ------------------------ | --------------- | --------- | --- |
| Atletiek    | James Sharpe (1)         | 110m horden (m) | series    | series: 14,49 sec. |
| Schietsport | Michel Daou (1)          | trap (open)     | 54e       | 118 pnt. (20 - 18 - 20 - 19 - 23 - 18) |
| Zeilen      | Constantino Saragoza (1) | plankzeilen (m) | 38e       | 368 pnt. netto (412 bruto: klassering (pnt.) 36 (42) - 38 (44) - 37 (43) - 33 (37) - 38 (44) 34 (40) - 36 (42) - 34 (40) - 34 (39) - 35 (41) |
| Zeilen      | Elisabeth de Waard (1)   | plankzeilen (v) | 22e       | 226 pnt. netto (254 bruto: klassering (pnt.) 22 (28) - 18 (24) - 22 (28) - 19 (24) - 22 (28) 20 (26) - 20 (26) - 22 (28) - 17 (23) - 13 (19) |

Albanië · Algerije · Amerikaanse Maagdeneilanden · Amerikaans-Samoa · Andorra · Angola · Antigua en Barbuda · Argentinië · Aruba · Australië · Bahama's · Bahrein · Bangladesh · Barbados · België · Belize · Benin · Bermuda · Bhutan · Bolivia · Bosnië en Herzegovina · Botswana · Brazilië · Britse Maagdeneilanden · Bulgarije · Burkina Faso · Canada · Centraal-Afrikaanse Republiek · Chili · China · Chinees Taipei · Colombia · Congo-Brazzaville · Cookeilanden · Costa Rica · Cuba · Cyprus · Denemarken · Djibouti · Dominicaanse Republiek · Duitsland · Ecuador · Egypte · El Salvador · Equatoriaal-Guinea · Estland · Ethiopië · Fiji · Filipijnen · Finland · Frankrijk · Gabon · Gambia · Gezamenlijk team · Ghana · Grenada · Griekenland · Groot-Brittannië · Guam · Guatemala · Guinee · Guyana · Haïti · Honduras · Hongarije · Hongkong · Ierland · IJsland · India · Indonesië · Irak · Iran · Israël · Italië · Ivoorkust · Jamaica · Japan · Jemen · Jordanië · Kaaimaneilanden · Kameroen · Kenia · Koeweit · Kroatië · Laos · Lesotho · Letland · Libanon · Libië · Liechtenstein · Litouwen · Luxemburg · Madagaskar · Malawi · Malediven · Maleisië · Mali · Malta · Marokko · Mauritanië · Mauritius · Mexico · Monaco · Mongolië · Mozambique · Myanmar · Namibië · Nederland · Nederlandse Antillen · Nepal · Nicaragua · Nieuw-Zeeland · Niger · Nigeria · Noord-Korea · Noorwegen · Oeganda · Oman · Oostenrijk · Pakistan · Panama · Papoea-Nieuw-Guinea · Paraguay · Peru · Polen · Portugal · Puerto Rico · Qatar · Roemenië · Rwanda · Saint Vincent‑Grenadines · Salomonseilanden · Samoa · San Marino · Saoedi-Arabië · Senegal · Seychellen · Sierra Leone · Singapore · Slovenië · Soedan · Spanje · Sri Lanka · Suriname · Swaziland · Syrië · Tanzania · Thailand · Togo · Tonga · Trinidad en Tobago · Tsjaad · Tsjecho-Slowakije · Tunesië · Turkije · Uruguay · Vanuatu · Venezuela · Verenigde Arabische Emiraten · Verenigde Staten · Vietnam · Zaïre · Zambia · Zimbabwe · Zuid-Afrika · Zuid-Korea · Zweden · Zwitserland · Onafhankelijke olympische deelnemers